# Diecezja Maliana
Diecezja Maliana (łac. Dioecesis Malianensis, port. Diocese de Maliana) – rzymskokatolicka diecezja ze stolicą w Maliana, w Timorze Wschodnim.
Jest sufraganią metropolii Dili, obejmującej terytorium Timoru.
Obecnie biskupem Maliana jest mianowany 30 stycznia 2010 Norberto do Amaral.

## Historia
- 30 stycznia 2010 – powołanie rzymskokatolickiej diecezji Maliana z terytorium diecezji Dili.
- 11 września 2019 – włączenie diecezji do nowo powstałej metropolii Dili[1].

## Biskupi Maliana
- bp Norberto do Amaral (od 2010)